# Saint Andrew sogn (Saint Vincent og Grenadinerne)
Saint Andrew sogn er et af seks sogne på Saint Vincent og Grenadinerne.
13°12′00″N 61°15′58″V / 13.2°N 61.26611°V